# ماري هارفي
ماري هارفي (بالإنجليزية: Mary Harvey)‏ (و. 1965  م) هي لاعبة كرة قدم، من الولايات المتحدة، ولدت في بالو ألتو، كاليفورنيا، شاركت في الألعاب الأولمبية الصيفية 1996، تلعب كحارسة مرمى.

## التعليم
تعلمت في جامعة كاليفورنيا، بركلي.

## روابط خارجية
- ماري هارفي على موقع الاتحاد الدولي (مؤرشف)  (الإنجليزية)
- ماري هارفي على موقع عالم كرة القدم.نت (الإنجليزية)
- ماري هارفي على موقع أوليمبيديا (الإنجليزية)